# Til Brugman
Til Brugman   (Amsterdam, 16 de setembre de 1888 - Gouda, 24 de juliol de 1958) Mathilda (Til) Brugman fou una escriptora, poeta i lingüista neerlandesa.

## Biografia
Va viure a la Haia des del 1926 fins al 1929; després a Berlín juntament amb la seua parella, l'artista alemanya Hannah Höch. Hannah Höch i Til Brugman es van conéixer el 1926 gràcies al també artista Kurt Schwitters, i la seua relació continuà fins al 1935.
El 1935 publicà Scheingehacktes: Grotesken mit Zeichnungen von Hannah Höch.
Mostra de la relació de Til Brugman amb altres artistes del seu temps, sobretot amb el moviment De Stijl, és el fet que la sala de música del seu pis la dissenyà Vilmos Huszár, i el famós arquitecte Gerrit Rietveld arribà a dissenyar una cadira per a ella el 1923.
Til Brugman va morir a Gouda, Països Baixos, el 1958, a l'edat de 69 anys.

## Premis
El 1952 rep el Premi Marianne Philips i el Premi de Novel·les (Amsterdam) pel seu treball.

## Obres

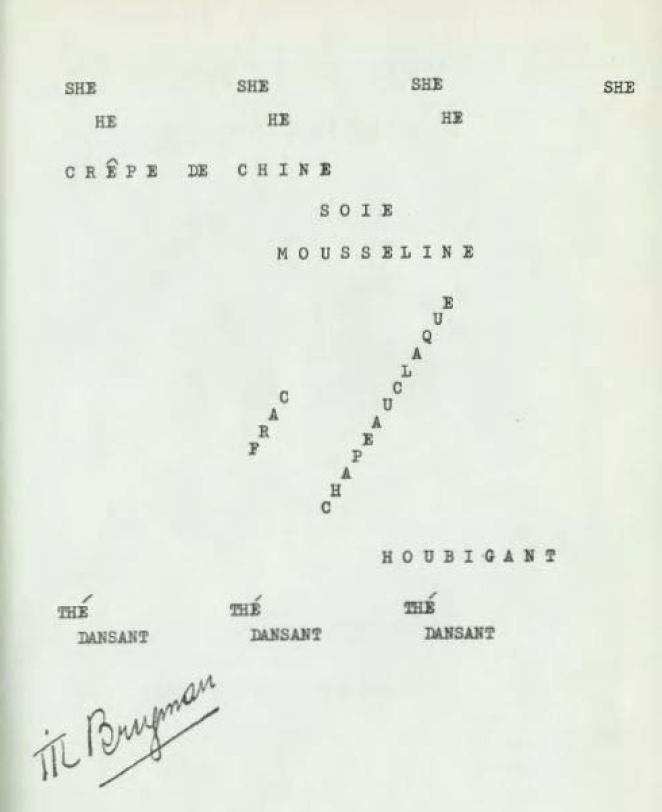
Poema "Ella ell" ("She he") de Til Brugman en llengua anglesa i francesa

- Das vertippte Zebra: Lyrik und Prosa
- Schijngehakt: grotesken en novellen
- Even anders: vier rabbelverzen
- Lust en gratie
- 5 klankgedichten
- Tot hier toe en nog verder: notities
- Wat de pop wist
- Spiegel en lachspiegel
- Eenmaal vrienden altijd vrienden
- De zeebruid: roman
- Kinderhand
- De vlerken
- Spanningen
- Maras Puppe: eine Puppe erzählt aus ihrem Leben
- Wiben en de katten
- De houten Christus
- Tijl Nix, de tranendroger
- Bodem: Marcus van Boven, Gods knaap
- Scheingehacktes (contes amb il·lustracions de Hannah Höch)
- Den Haag, KB : 68 D 97a
- Den Haag, KB : 135 B 333

## Algunes traduccions de Til Brugman i col·laboracions
- De schooiertjes van Napels - Karl Bruckner
- De rijkdommen der aarde: over het huishouden der mensheid: economische aardrijkskunde voor iedereen - Juri Semjonow
- De wonderlamp: een kleurig verhaal uit Bagdad - Max Voegeli
- Giovanna - Karl Bruckner
- Penny: het geheim van de jonk van de vriendelijke oostenwind - Hans Baumann / G.B. van Goor
- Vevi - Lillegg, Erica / C.P.J. van der Peet
- Nos is niet voor de poes - Adrian, G. / C. P. J. van der Peet
- De wonderlamp: een kleurig verhaal uit Bagdad voor de jeugd - Max Voegeli
- Paul Klee, 1879-1940 - Will Grohmann
- De mallemolen - Hans Baumann / G.B. van Goor
- Deta en haar donessin: de geschiedenis van een diergaarde-directeur en zijn jonge assistante - Gerti Egg / G.B. van Goor
- De Stijl, 1917-1931 / The Style, 1917-1931 The Dutch contribution to modern art. [Conté assaigs de Piet Mondriaan, traducció de Til Brugman. Bibliografia d'Hans Ludwig C Jaffé].